# El techo del mundo
El techo del mundo (1995) es una película española dirigida y escrita por Felipe Vega (conjuntamente con Julio Llamazares) y protagonizada por Santiago Ramos e Icíar Bollaín. 

## Simopsis
La trama cuenta la vida de Tomás (Santiago Ramos), un español que lleva trabajando y viviendo en Suiza veinte años, obtiene la nacionalidad de dicho país. Tiene su propio negocio y ayuda a los inmigrantes con problemas. Pero después de un accidente laboral volverá a España y su actitud cambiará radicalmente.

## Reparto
- Santiago Ramos  - Tomás
- Emmanuelle Laborit - Marie
- Nathalie Cardone -  Thérèse
- Mulie Jarju - Ousmane
- Icíar Bollaín  -  Teresa
- Jean-Luc Bideau - Pierre

## Premios
Premios Turia
| Año  | Categoría               | Candidato      | Resultado |
| ---- | ----------------------- | -------------- | --------- |
| 1997 | Mejor película española | Felipe Vega    | Ganador   |
| 1997 | Mejor actor             | Santiago Ramos | Ganador   |